# The Static Speaks My Name
The Static Speaks My Name (estilizado como the static say my name) es un videojuego lanzado en 2015 por Jesse Barksdale bajo el nombre 'el marido ballena' para Microsoft Windows, OS X y Linux. Descrito como un "juego de exploración en primera persona oscuro, triste, extraño y divertido (que) enfatiza el estado de ánimo y el carácter por encima del juego", el juego es un horror- juego de aventuras temático en el que el jugador realiza las últimas rutinas de un hombre suicida obsesionado con una pintura. The Static Speaks My Name fue elogiada por la crítica por su tono único y su inusual combinación de temas inquietantes y absurdos.

## Trama
El jugador asume el papel de Jacob Ernholtz, un hombre a quien el juego le informa que se ha suicidado ahorcándose a la edad de 31 años, al entrar en una masa amorfa en un vacío oscuro. Ernholtz, ahora habitado por el jugador en su último día de vida, se despierta en su apartamento con poca luz, que tiene puertas y ventanas tapiadas, y realiza una serie de tareas menores, como ir al baño, desayunar y charlar con amigos. En Internet. Explorar el apartamento revela que Ernholtz ha desarrollado una obsesión con una pintura de dos palmeras y su pintor, Jason Malone. Ernholtz usa una puerta oculta detrás de una estantería para encontrar a Malone en una jaula, y el jugador tiene la opción de desbloquear la jaula o electrocutar a Malone. Finalmente, el jugador tiene la tarea de ir a un pequeño armario y suicidarse ahorcándose. Luego, la perspectiva vuelve al espacio negro con múltiples manchas grises, cada una con el nombre de otra persona y el método de suicidio.

## Gameplay
The Static Speaks My Name se juega como un juego de aventuras convencional en perspectiva en primera persona con el movimiento del jugador controlado por el mouse y el teclado, con interacción limitada con objetos, como para obtener un llave para abrir una puerta. El juego proporciona al jugador una serie de objetivos en la esquina superior izquierda de la pantalla. Aunque el juego es lineal, el jugador tiene opciones limitadas que resultan intrascendentes, como opciones de diálogo y opciones relacionadas con el hombre en la jaula.